# Estadio Municipal Guillermo Saavedra
El Estadio Municipal Guillermo Saavedra o Complejo Deportivo Guillermo Saavedra es un estadio ubicado en la comuna de Rancagua, de la Región del Libertador General Bernardo O'Higgins, Chile. Es usado mayormente para la realización de partidos de fútbol. Cuenta con una capacidad para 2000 espectadores.
Es utilizado por el Club Deportivo 25 de febrero, Rancagua Sur (Tercera División A), Tomás Greig (Tercera División A) y Enfoque.
El recinto deportivo municipal se encuentra ubicado en la Avenida Bombero Villalobos, Población 25 de febrero, Rancagua.
En el complejo deportivo se realizan Escuela de Fútbol y Zumba.